# Hydrotaea cyaneiventris
Hydrotaea cyaneiventris är en tvåvingeart som beskrevs av Macquart 1851. Hydrotaea cyaneiventris ingår i släktet Hydrotaea och familjen husflugor. Inga underarter finns listade i Catalogue of Life.